# Глен (митологија)
Глен је личност из грчке митологије.

## Етимологија
Име Глен значи „чудо“.

## Митологија
Према Аполодору, био је син Херакла и Дејанире, Хилов, Ктесипов, Онитов и Макаријин брат. Диодор га је називао Гленеј. Паусанија је писао да се његова дадиља звала Абија.